# Listă de filme de groază din 1991
Aceasta este o listă de filme de groază din 1991.
| Titlu                                            | Regizor                                 | Distribuție                                                   | Țara                                                                               | Note            |
| ------------------------------------------------ | --------------------------------------- | ------------------------------------------------------------- | ---------------------------------------------------------------------------------- | --------------- |
| 976-EVIL 2: The Astral Factor                    | Jim Wynorski                            | Monique Gabrielle                                             | Statele Unite ale Americii                                                         | [ 1 ]           |
| All-American Murder                              | Anson Williams                          | Christopher Walken, Joanna Cassidy, James Frank Clark         | Statele Unite ale Americii                                                         |                 |
| Alligator II: The Mutation                       | Jon Hess                                | Joseph Bologna, Woody Brown, Richard Lynch                    | Statele Unite ale Americii                                                         |                 |
| Bad Karma                                        | Alex Chandon                            | Carmel, Alex Chandon, Dan Barton                              | Regatul Unit al Marii Britanii și al Irlandei de Nord                              |                 |
| Beasties                                         | Steven Paul Contreras                   | Denise Mora, Hector Yanez, Brenda Stubbe                      | Statele Unite ale Americii                                                         |                 |
| Begotten                                         | E. Elias Merhige                        | Brian Salzberg, Donna Dempsey, Stephen Charles Barry          | Statele Unite ale Americii                                                         | [ 2 ]           |
| Blood Ties                                       | Eric Red                                | Patrick Bauchau, Gregory Scott Cummins, Michael C. Gwynne     | Statele Unite ale Americii                                                         |                 |
| Body Parts                                       | Eric Red                                | Jeff Fahey, Lindsay Duncan, Brad Dourif                       | Statele Unite ale Americii                                                         | [ 3 ]           |
| Body Puzzle                                      | Lamberto Bava                           | Joanna Pacula, Tomas Arana                                    | Italia                                                                             |                 |
| The Boneyard                                     | James Cummins                           | Deborah Rose, Ed Nelson, Phyllis Diller                       | Statele Unite ale Americii                                                         |                 |
| Child of Darkness, Child of Light                | Marina Sargenti                         | Anthony John Denison, Brad Davis, Sydney Penny                | Statele Unite ale Americii                                                         | Television film |
| Children of the Night                            | Tony Randel                             | Karen Black, Peter DeLuise                                    | Statele Unite ale Americii                                                         |                 |
| Child's Play 3                                   | Jack Bender                             | Justin Whalin, Perrey Reeves, Jeremy Sylvers                  | Statele Unite ale Americii                                                         | [ 5 ]           |
| Cthulhu Mansion                                  | J. P. Simon                             | Frank Finlay, Marcia Layton, Brad Fisher                      | Spania · Regatul Unit al Marii Britanii și al Irlandei de Nord                     | [ 6 ]           |
| Freddy's Dead: The Final Nightmare               | Rachel Talalay                          | Robert Englund, Lisa Zane, Shon Greenblatt                    | Statele Unite ale Americii                                                         | [ 7 ]           |
| Hiruko the Goblin                                | Shinya Tsukamoto                        | Kenji Sawada, Masaki Kudou                                    | Japonia                                                                            |                 |
| Howling VI: The Freaks                           | Hope Perello                            | Brendan Hughes, Bruce Payne, Michele Matheson                 | Statele Unite ale Americii                                                         | Direct-to-video |
| I Hate You... Not                                | Eiichi Uchida                           | Takeshi Itô, Kenjirô Kawanaka, Kiyomi Ito                     | Japonia                                                                            |                 |
| Immortal Sins                                    | Herve Hachuel                           | Cliff De Young, Shari Shattuck, Maryam D'Abo                  | Spania                                                                             | [ 9 ]           |
| Last Dance                                       | Tony Markes                             | Cynthia Basinet, Elaine Hendrix                               | Statele Unite ale Americii                                                         | [ 10 ]          |
| Mikadroid: Robokill Beneath Discoclub Layla      | Satoo Haraguchi, Tomo'o Haraguchi       | Sandayuu Dokumamushi, Yoriko Douguchi, Masatô Ibu             | Japonia                                                                            |                 |
| The Moonlight Sonata                             | Olli Soinio                             | Tiina Björkman                                                | Finlanda                                                                           | [ 11 ]          |
| Nekromantik 2                                    | Jörg Buttgereit                         | Monika M., Beatrice Manowski, Florian Koerner von Gustorf     | Germania                                                                           | [ 12 ]          |
| Omen IV: The Awakening                           | Jorge Montesi, Dominique Othenin-Girard | Faye Grant, Michael Woods, Michael Lerner                     | Statele Unite ale Americii                                                         | Television film |
| Pale Blood                                       | V.V. Dachin Hsu, Michael W. Leighton    | Diana Frank, Frazer Smith, Wings Hauser                       | Regatul Unit al Marii Britanii și al Irlandei de Nord · Statele Unite ale Americii | [ 14 ]          |
| The People Under the Stairs                      | Wes Craven                              | Brandon Adams, Everett McGill, Wendy Robie                    | Statele Unite ale Americii                                                         | [ 15 ]          |
| The Pit and the Pendulum                         | Stuart Gordon                           | Lance Henriksen, Mark Margolis, Jeffrey Combs                 | Statele Unite ale Americii                                                         | [ 16 ]          |
| Popcorn                                          | Alan Ormsby, Mark Herrier               | Dee Wallace, Karen Witter, Jill Schoelen                      | Statele Unite ale Americii                                                         | [ 17 ]          |
| Puppet Master II                                 | David W. Allen                          | Elizabeth Maclellan, Collin Bernsen                           | Statele Unite ale Americii                                                         | [ 18 ]          |
| Puppet Master III: Toulon's Revenge              | David DeCoteau                          | Guy Rolfe, Richard Lynch, Ian Abercrombie                     | Statele Unite ale Americii                                                         | [ 19 ]          |
| The Rapture                                      | Michael Tolkin                          | David Duchovny, Mimi Rogers, James LeGros                     | Statele Unite ale Americii                                                         | [ 20 ]          |
| Revenge of Billy the Kid                         | Jim Groom                               | Norman Mitchell, Elaine Ives-Cameron, Frank Scantori          | Regatul Unit al Marii Britanii și al Irlandei de Nord                              | [ 21 ]          |
| The Runestone                                    | Willard Carroll                         | Peter Riegert, Joan Severance                                 | Statele Unite ale Americii                                                         | [ 22 ]          |
| Scanners II: The New Order                       | Christian Duguay                        | David Hewlett, Deborah Raffin, Yvan Ponton                    | Canada                                                                             | [ 23 ]          |
| Science Crazed                                   | Ron Switzer                             | Catherine Bruhier, Donna Switzer, Yvonne Valnea               | Canada · Statele Unite ale Americii                                                | [ 24 ]          |
| Servants of Twilight                             | Jeffrey Obrow                           | Bruce Greenwood, Grace Zabriskie, Carel Struycken             | Statele Unite ale Americii                                                         | [ 25 ]          |
| Silent Night, Deadly Night 5: The Toy Maker      | Martin Kitrosser                        | Tracy Fraim, Catherine Schreiber, Clint Howard                | Statele Unite ale Americii                                                         | [ 26 ]          |
| Singapore Sling                                  | Nikos Nikolaidis                        | Meredyth Herold, Panos Thanassoulis, Michele Valley           | Grecia                                                                             | [ 27 ]          |
| Sometimes They Come Back                         | Tom McLoughlin                          | Tim Matheson, Brooke Adams, William Sanderson                 | Statele Unite ale Americii                                                         | Television film |
| Sorority Babes in the Dance-A-Thon of Death      | Todd Sheets                             | Holly Starr, J.T. Taube, Lisa Krueger                         | Statele Unite ale Americii                                                         | [ 29 ]          |
| Speak of the Devil                               | Raphael Nussbaum                        | Dan Patrick Brady, David Campbell, William Cannon, Tyler Bowe | Statele Unite ale Americii                                                         | [ 30 ]          |
| Steel and Lace                                   | Ernest D. Farino                        | Clare Wren, Stacy Haiduk, John DeMita                         | Statele Unite ale Americii                                                         |                 |
| Ten Haunting Tales from the Japanese Underground | Norio Tsuruta                           | Rie Kondô, Yumi Gotô                                          | Japonia                                                                            |                 |
| Trancers II                                      | Charles Band                            | Tim Thomerson, Helen Hunt, Rhino Michaels                     | Statele Unite ale Americii                                                         |                 |
| Zombie Rampage                                   | Todd Sheets                             |                                                               | Statele Unite ale Americii                                                         | [ 31 ]          |